# ノルバリン
ノルバリン(Norvaline)は、C5H11NO2の化学式を持つアミノ酸で、バリンの異性体である。しばしば合成的に作られる。

## 背景
ノルバリンは、タンパク質を構成しない分岐鎖アミノ酸である。枯草菌の抗菌ペプチドの天然の成分として以前から報告されていた。ノルバリンやその他の修飾分岐鎖アミノ酸は、近年は、大腸菌のいくつかの組換えタンパク質に組み込まれることで注目を集めている。
ノルバリンは、組織再生や筋肉成長を促進することやペニシリン生合成の前駆物質となることが知られている。
今日では慣習として、元の化合物から炭化水素基を失った物質に対して"Nor-"という接頭辞を用いるが、ノルバリンとノルロイシンには、どちらも歴史的な理由からこの接頭辞が用いられている。